# Бабаев, Курбан (Герой Социалистического Труда)
Курбан Бабаев (туркм. Gurban Babaýew; 1908 год, кишлак Кызыл-Байдак (Gyzyl baýdak), Хивинское ханство — 1968 год) — хлопковод, бригадир колхоза «Большевик» Куня-Ургенчского района Ташаузской области, Туркменская ССР. Герой Социалистического Труда (1951).

## Биография
Родился в 1908 году в кишлаке Кызыл-Байдак, Хивинское ханство (в советское время — Куня-Ургенчский район Ташаузской области, ныне — Кёнеургенчский этрап).
С 1931 по 1949 года работал рядовым колхозником в колхозе «Большевик» Куня-Ургенчского района. В 1945 году награждён Медалью «За трудовое отличие». С 1949 по 1957 года — бригадир хлопководческой бригады колхоза «Большевик». По трудовым итогам 1949 года награждён в 1950 году Орденом Ленина.
В 1950 году бригада Курбана Бабаева получила в среднем по 60,6 центнеров хлопка-сырца с каждого гектара. Указом Президиума Верховного Совета СССР от 30 июля 1951 года «за получение высоких урожаев хлопка в 1950 году на поливных землях» удостоен звания Героя Социалистического Труда с вручением ордена Ленина и золотой медали «Серп и Молот».
С 1957 по 1962 года — рядовой колхозник колхоза «Ак-Алтын» (Белое золото) Куня-Ургенчского района и с 1962 по 1967 года — бригадир хлопководческой бригады в этом же колхозе.
Скончался в 1968 году.
Награды
- Герой Социалистического Труда
- Орден Ленина — дважды (30.06.1950; 1951)
- Медаль «За трудовое отличие» (1945)